# John Longworth
John Longworth (ur. 14 maja 1958 w Boltonie) – brytyjski przedsiębiorca, działacz gospodarczy i polityk, w latach 2011–2016 dyrektor generalny Brytyjskich Izb Handlowych (BCC), poseł do Parlamentu Europejskiego IX kadencji.

## Życiorys
Kształcił się na University of Salford. Zawodowo związany z sektorem prywatnym, zaczynał w dziale marketingu w przedsiębiorstwie CWS. Zajmował następnie kierownicze stanowiska w tej spółce oraz w Tesco Stores. Był też dyrektorem w firmach Asda Group i Asda Financial Services. Założył przedsiębiorstwo SVA świadczące usługi biznesowe. Został dyrektorem niewykonawczym w spółdzielni The Co-operative Food oraz rzecznikiem Konfederacji Brytyjskiego Przemysłu do spraw gospodarczych.
We wrześniu 2011 objął funkcję dyrektora generalnego Brytyjskich Izb Handlowych, zrzeszenia kilkudziesięciu działających w Wielkiej Brytanii izb handlowych. W marcu 2016 publicznie opowiedział się za brexitem. Został wówczas zawieszony w kierowaniu BCC, a następnie w tym samym miesiącu ustąpił z zajmowanego stanowiska.
Wkrótce po referendum z 2016 został współzałożycielem i współprzewodniczącym Leave Means Leave, nowo powołanej organizacji lobbingowej na rzecz realizacji brexitu. W 2019 związał się z Brexit Party, nowym ugrupowaniem Nigela Farage’a. W tym samym roku z jej ramienia uzyskał mandat posła do Parlamentu Europejskiego IX kadencji. W grudniu 2019 został wykluczony z Brexit Party. W następnym miesiącu wstąpił do Partii Konserwatywnej.